# Lejkownik kubkowatokapeluszowy

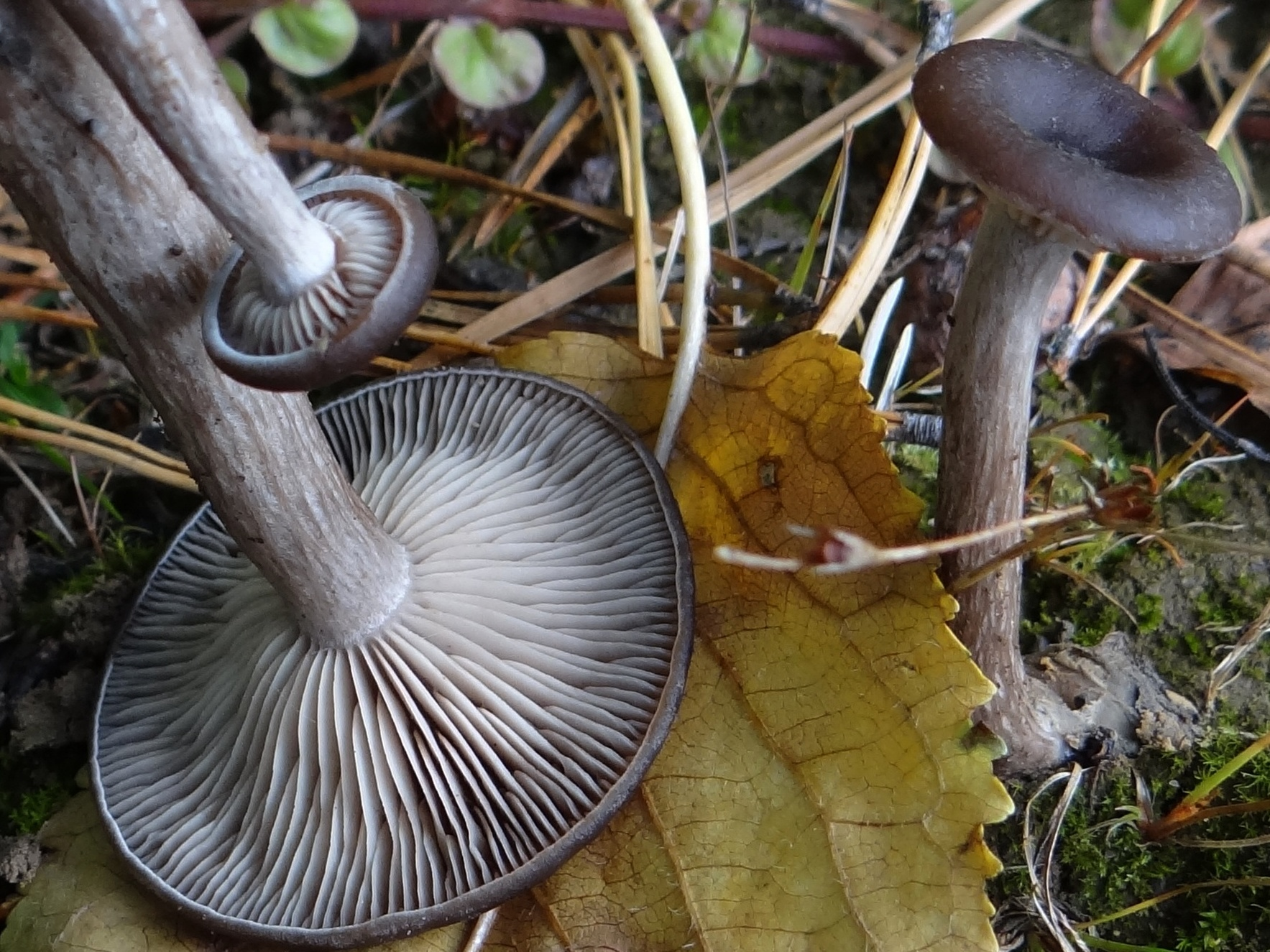

Lejkownik kubkowatokapeluszowy (Pseudoclitocybe cyathiformis (Bull.) Singer) – gatunek grzybów z rodziny Pseudoclitocybaceae.

## Systematyka i nazewnictwo
Pozycja w klasyfikacji według Index Fungorum: Pseudoclitocybe, Pseudoclitocybaceae, Agaricales, Agaricomycetidae, Agaricomycetes, Agaricomycotina, Basidiomycota, Fungi.
Po raz pierwszy takson ten zdiagnozował w 1792 r. Jean Baptiste Bulliard, nadając mu nazwę Agaricus cyathiformis. Obecną, uznaną przez Index Fungorum nazwę nadał mu w 1956 r. Rolf Singer, przenosząc go do rodzaju Pseudoclitocybe. Niektóre synonimy łacińskie:

- Agaricus cinerascens Batsch 1786
- Agaricus cyathiformis Bull. 1792
- Agaricus cyathiformis var. cinerascens (Batsch) Fr. 1838
- Agaricus sordidus Bolton 1788
- Agaricus tardus Pers. 1801
- Agaricus tardus Pers. 1801 subsp. tardus
- Agaricus tardus Pers. 1801 var. tardus
- Cantharellula cyathiformis (Bull.) Singer 1936
- Clitocybe cinerascens (Batsch) Sacc. 1887
- Clitocybe cyathiformis (Bull.) P. Kumm. 1871
- Clitocybe cyathiformis var. cinerascens (Batsch) P. Karst. 1879
- Omphalia cyathiformis (Bull.) Quél. 1872
- Omphalia tarda (Pers.) Gray 1821

Nazwę polską podał Władysław Wojewoda w 2003 r. W polskim piśmiennictwie mykologicznym gatunek ten opisywany był też jako bedłka kubkowa, bedłka czarkowata i lejkorodek kubeczkowy.

## Morfologia
Kapelusz
Średnica 4–10 cm, kształt kielichowaty lub głęboko lejkowaty o podwiniętych brzegach. Jest higrofaniczny i nieco błyszczący. W czasie suchej pogody skórka jest gładka i ma kolor jasnokawowy lub cielisty, w czasie wilgotnej pogody od ciemnoumbrowego przez kawowobrązowy do czekoladowobrązowego.
Blaszki
Grube, rzadkie, dość głęboko zbiegające na trzon, rozwidlone. Mają kolor od białawego przez jasnobrązowy do czerwonobrązowego.
Trzon
Wysokość 5–12 cm, grubość 0,5–1,2 cm, kształt walcowaty, u podstawy pałkowato zgrubiały. Kolor brązowy, z powierzchnią pilśniowatą i pokrytą włókienkami lub siatkowaną.
Miąższ
Wodnisty i miękki o brązowawym kolorze i niewyraźnym zapachu i smaku.
Wysyp zarodników
Biały.
Gatunki podobne
- Pseudoclitocybe expallens (lejkownik bezwonny). Jest mniejszy, brzeg mają podwinięty tylko bardzo młode okazy[4],
- pieprzniczka szarawa (Cantharellula umbonata). Jej miąższ i blaszki po uciśnięciu zmieniają kolor na czerwonawy[4],
- lejkówka żółtobrązowa (Clitocybe gibba) ma bladoochrowy kapelsz[4].

## Występowanie i siedlisko
Występowanie tego gatunku opisano w Ameryce Północnej, Europie i Japonii. W Polsce jest pospolity.
Saprotrof. Występuje w różnych typach lasów, ale również w trawie poza lasem. Rośnie na warstwie próchnicy na ziemi, także na obumarłych pniach drzew i na resztkach drzewa zmieszanych z ziemią. Owocniki pojawiają się dopiero późną jesienią, rzadko kiedy wcześniej niż w październiku. Czasami mogą się rozwinąć nawet na wilgotnych kamieniach.
Grzyb jadalny.